# Kit Connor
Kit Sebastian Connor, född 8 mars 2004 i Croydon i London, är en brittisk skådespelare.
Han är mest känd för sina roller som Nicholas "Nick" Nelson i Netflix-serien Heartstopper tillsammans med bland annat Joe Locke och Olivia Colman (2022) och som unge Elton John i musikalen Rocketman (2019). Och i krigsfilmen Warfare (2025).

## Filmografi

### Film
| År   | Titel                                              | Roll                 | Noter                    |
| ---- | -------------------------------------------------- | -------------------- | ------------------------ |
| 2014 | Get Santa                                          | Tom Anderson         |                          |
| 2015 | Mr. Holmes                                         | Pojke                |                          |
| 2017 | The Mercy                                          | Simon Crowhurst      |                          |
| 2018 | Guernseys litteratur- och potatisskalspajssällskap | Eli Ramsey           |                          |
| 2018 | Ready Player One                                   | Reb Kid              |                          |
| 2018 | Slaughterhouse Rulez                               | Wootton              |                          |
| 2019 | Little Joe                                         | Joe Woodard          |                          |
| 2019 | Rocketman                                          | Unga Reginald Dwight |                          |
| 2024 | Den vilda roboten                                  | Brightbill (röst)    | Har premiär hösten 2024. |
| TBA  | A Cuban Girl's Guide to Tea and Tomorrow           | Orion Maxwell        |                          |
| TBA  | One Of Us                                          | Youngest             |                          |

### Tv
| År        | Titel                          | Roll               | Noter                                  |
| --------- | ------------------------------ | ------------------ | -------------------------------------- |
| 2013      | An Adventure in Space and Time | Charlie            | TV-film                                |
| 2013      | Casualty                       | Barnaby Lee        | Säsong 28, Avsnitt: "Away in a Manger" |
| 2013      | Chickens                       | Clem               | Avsnitt: "Episode Six"                 |
| 2014–2015 | Rocket's Island                | Archie Beckles     | Huvudroll                              |
| 2015      | The Frankenstein Chronicles    | Joey               | Avsnitt: "A World Without God"         |
| 2016      | Grantchester                   | Charlie Jones      | Avsnitt: "Episode 5"                   |
| 2016      | War & Peace                    | Unga Petya Rostov  | 3 avsnitt                              |
| 2017      | SS-GB                          | Bob Sheenan        | Miniserie Återkommande roll            |
| 2018      | Grandpa's Great Escape         | Jack               | TV-film                                |
| 2019–2022 | His Dark Materials             | Pantalaimon (röst) | Återkommande roll                      |
| 2022–nu   | Heartstopper                   | Nick Nelson        | Huvudroll                              |

### Teater
| År   | Titel                      | Roll             | Teater           | Noter |
| ---- | -------------------------- | ---------------- | ---------------- | ----- |
| 2016 | Welcome Home, Captain Fox! | Small boy        | Donmar Warehouse |       |
| 2018 | Fanny & Alexander          | Alexander Ekdahl | The Old Vic      |       |
| 2024 | Romeo + Juliet             | Romeo Montague   | Broadway         |       |

### Datorspel
| År   | Titel                  | Roll                 | Utvecklare   | Noter |
| ---- | ---------------------- | -------------------- | ------------ | ----- |
| 2022 | A Plague Tale: Requiem | Lucas (engelsk röst) | Asobo Studio |       |